# Dripped
Dripped ist ein französischer computeranimierter Kurzfilm von Léo Verrier aus dem Jahr 2011.

## Handlung
Im Jahr 1950: Jack lebt in New York City und stiehlt regelmäßig berühmte Gemälde aus New Yorker Museen. Die Polizei verfolgt ihn nach seinem jüngsten Coup und stellt ihn in einer Sackgasse. Jack jedoch isst das Gemälde, verwandelt sich daraufhin in die Person, die in dem abstrakten Kunstwerk dargestellt wird, und kann plötzlich spinnengleich die Wände entlanggehen und so fliehen. Zu Hause betrachtet Jack die von ihm gestohlenen Werke, die seine gesamten Zimmerwände schmücken, darunter Edvard Munchs Der Schrei und Paul Gauguins Frauen am Strand. Wie in einem Rausch beginnt er, nacheinander sämtliche Gemälde zu essen und sich ständig in die Motive der Gemälde zu verwandeln.
Als er aus seinem Bilderrausch erwacht, sind die Wände seiner Wohnung leer. Er beginnt selbst zu malen und zeichnet eine Obstschüssel in dilettantischer Weise. Als er das Bild kostet, muss er sich übergeben. Wütend wirft er die Leinwand zu Boden und spritzt Farbe auf sie. Er erkennt, dass das so entstandene Bild attraktiv ist, spritzt weiterhin Farbe darauf und beißt am Ende in die Leinwand. Er verwandelt sich in einen Farbstrudel, der die Straßen der Stadt durchspringt. Am Ende sieht man Gemälde mit Jacks Drippings im Museum.

## Produktion
Für sein Projekt Dripped, dessen Umsetzung rund 150.000 Euro kostete, erhielt Léo Verrier im Jahr 2009 das Lagardere-Stipendium. Dripped wurde am 8. Juni 2011 auf dem Festival d’Animation Annecy in Frankreich uraufgeführt.
Die Animation stammt von Nicolas Hu, Jean-Nicolas Arnoux, Benoit Tranchet, Léo Verrier, Stéphanie Mercier, Bung Nguyen, Charlotte Cambon, Marion Roussel und Noé Lecombre. Die Musik wurde von Pablo Pico komponiert und von Yoann Loustalot (Trompete), Jean-Baptiste Réhault (Saxophon) und Pablo Pico (Piano, Perkussion, Klarinette) eingespielt.
Verrier widmete den Film Jackson Pollock.

## Auszeichnungen
Dripped wurde auf dem Anima Mundi Festival 2011 in Brasilien mit dem Preis für den Besten Soundtrack ausgezeichnet. Auf dem Warsaw International Film Festival 2011 lief er im Wettbewerb um den Short Film Grand Prix.
Auf dem Cleveland International Film Festival erhielt Dripped den Preis für den besten Kurzfilm. Im November 2012 wurde bekannt, dass Dripped mit neun weiteren animierten Kurzfilmen in die Shortlist der Oscar-Kategorie Bester animierter Kurzfilm 2013 aufgenommen wurde.